# Jim Van De Laer
Jim Van De Laer (Aarschot, Brabant Flamenc, 11 d'abril de 1968) va ser un ciclista belga que fou professional del 1989 al 1997.

## Palmarès
- 1993
  - Vencedor d'una etapa a la Volta a les Valls Mineres
- 1995
  - 1r a la Volta a la Baixa Àustria

### Resultats a la Volta a Espanya
- 1991. 32è de la classificació general

### Resultats al Tour de França
- 1992. 30è de la classificació general
- 1993. Abandona
- 1994. 24è de la classificació general
- 1995. 76è de la classificació general

### Resultats al Giro d'Itàlia
- 1995. Abandona